# 1993 în film
- 1992 în cinematografie — 1993 în cinematografie — 1994 în cinematografie

## Premiere românești
- Gaițele, regia Nae Cosmescu
- E pericoloso sporgersi, de Nae Caranfil
- Patul conjugal, de Mircea Daneliuc - IMDB
- Atac în bibliotecă, de Mircea Drăgan
- Cel mai iubit dintre pământeni, de Șerban Marinescu - IMDB
- Privește înainte cu mânie, de Nicolae Mărgineanu - IMDB
- Liceenii în alertă, de Mircea Plângău - IMDB
- Casa din vis, de Ioan Cărmăzan - IMDB
- Oglinda, de Sergiu Nicolaescu - IMDB
- Crucea de piatră, de Andrei Blaier - IMDB
- Vulpe - vânător, de Stere Gulea
- Doi haiduci și o crâșmăriță, de Mircea George Cornea - IMDB
- Pro Patria, de Titus Muntean - IMDB

Filme de scurt metraj
- Interioare, de Cristi Puiu - Cinemagia

Documentare
- Architectura și puterea, de Nicolae Mărgineanu - IMDB

## Premiere
- 21 ianuarie: Stalingrad

## Premii

### Oscar
- Cel mai bun film:
- Cel mai bun regizor:
- Cel mai bun actor:
- Cea mai bună actriță:
- Cel mai bun film străin:

Articol detaliat: Oscar 1993

### César
- Cel mai bun film:
- Cel mai bun actor:
- Cea mai bună actriță:
- Cel mai bun film străin:

Articol detaliat: Césars 1993

### BAFTA
- Cel mai bun film:
- Cel mai bun actor:
- Cea mai bună actriță:
- Cel mai bun film străin: